# 前田南站
前田南站（日语：／ Maeda-Minami eki */?）是位於秋田縣北秋田市五味堀字堂前方，秋田內陸縱貫鐵道的秋田內陸線車站。

## 歷史
- 1963年（昭和38年）12月10日 - 國鐵阿仁合線車站啟用，當時車站位於北秋田郡森吉町（日语：森吉町）。
- 1986年（昭和61年）11月1日 - 秋田內陸縱貫鐵道接管阿仁合線，成為秋田內陸縱貫鐵道秋田內陸北線（1989年改名為秋田內陸線）[1]。
- 2017年（平成29年）
  - 2月17日：小渕至阿仁合之間發生山泥傾瀉。使阿仁前田至阿仁合之間不能通行[2]。該區間開設代行巴士[2]。
  - 4月29日：阿仁前田至阿仁合之間重開，全線重開[2]。

## 車站構造
此站是地面車站，設有1面1線的單式月台。沒有車站大樓，在月台上設有候車處。此站是無人車站，但是在2016年10月27日起，此站的硬式入場券可在鷹巢站、阿仁合站和角館站發售。

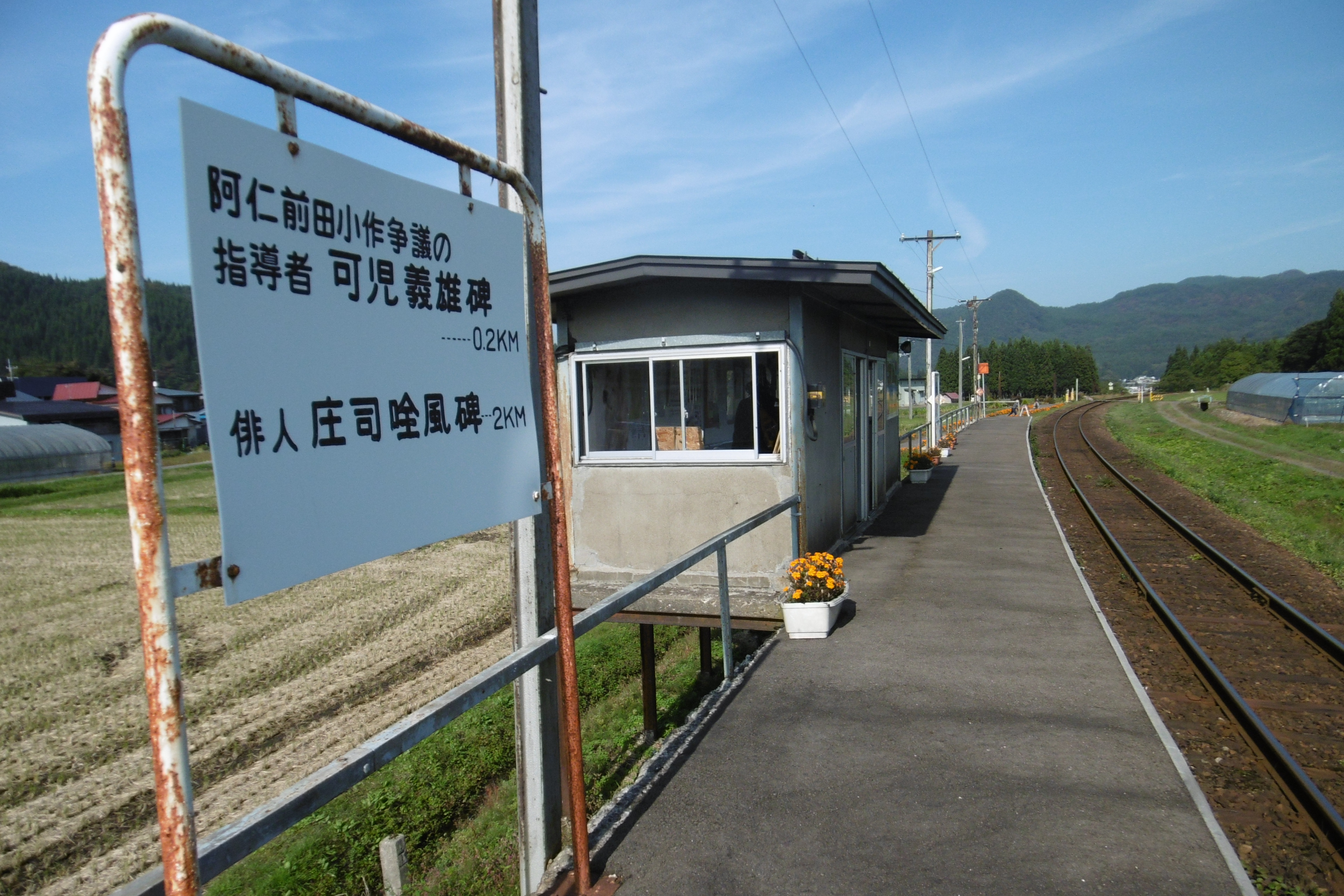
月台
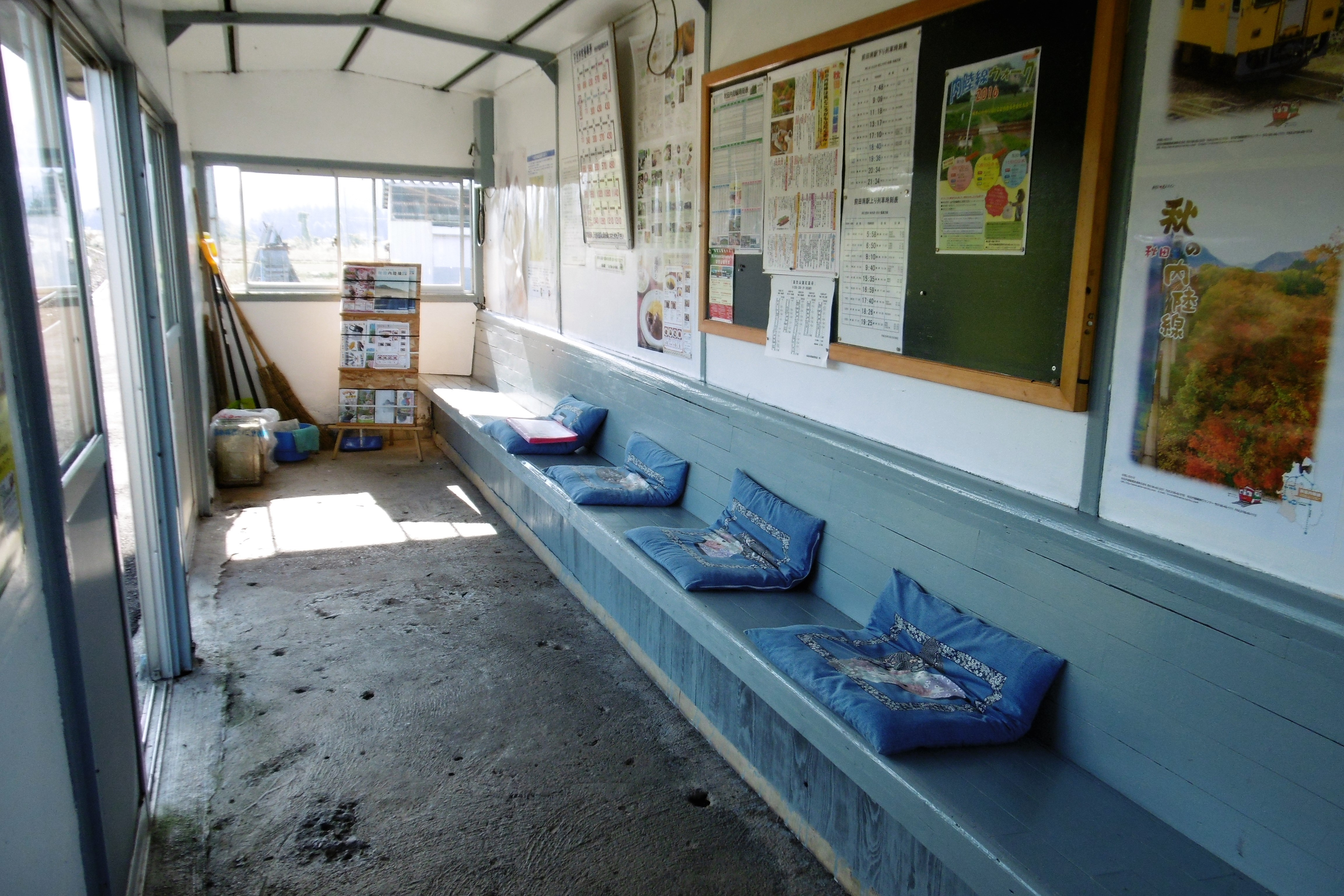
候車室內部

## 使用狀況
| 1日上落車人次 | 1日上落車人次 |
| 年度          | 1日平均人次   |
| ------------- | ------------- |
| 2016年        | 13            |
| 2017年        | 14            |

## 車站周邊

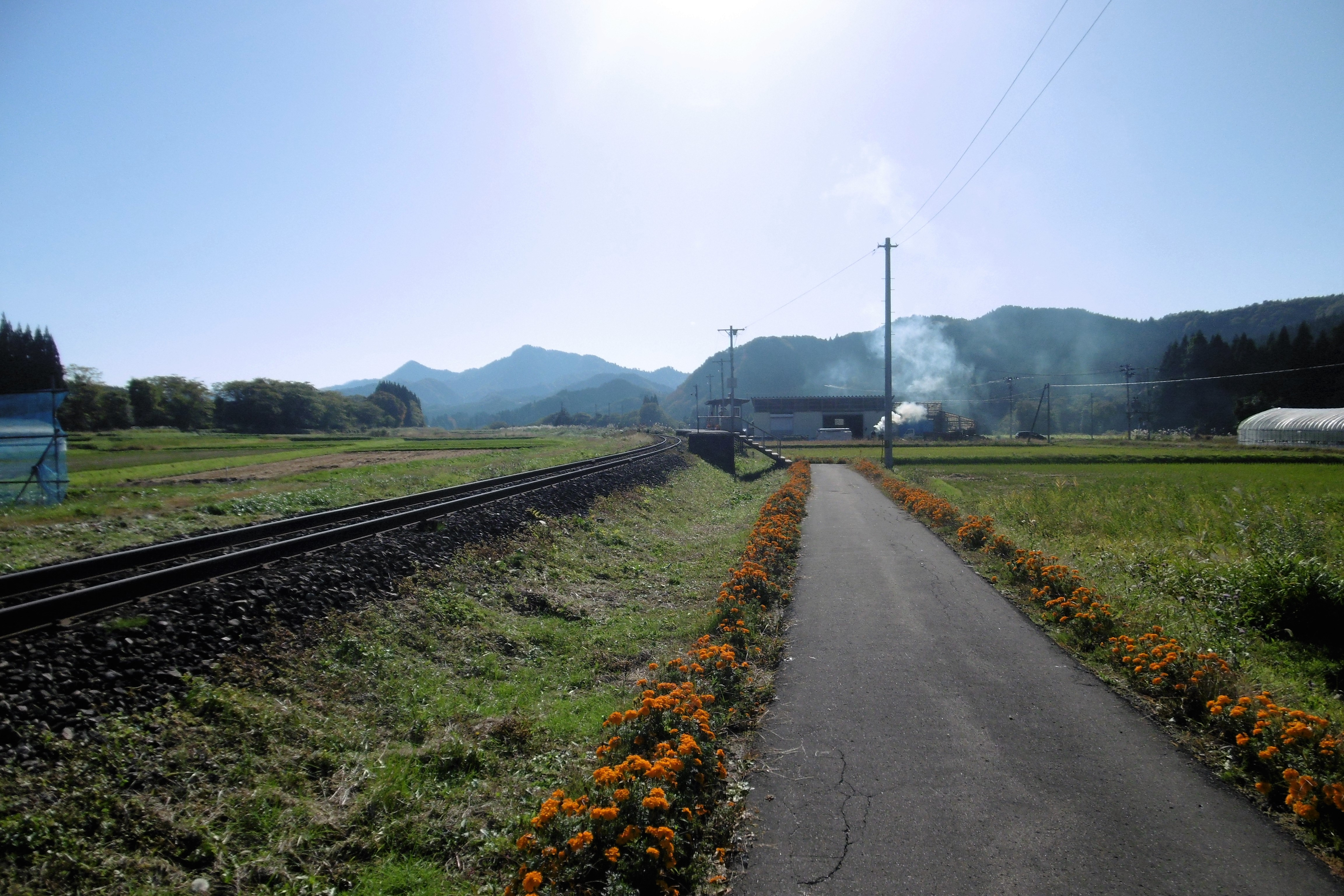
車站周邊風景

- 阿仁川（日语：阿仁川）
- 國道105號（日语：国道105号）
- 天照皇太神宮
- 可兒義雄君之碑（日语：阿仁前田小作争議）
- 五味堀簡易郵局
- 阿仁川櫻見公園
- 五味堀親睦中心

## 其他

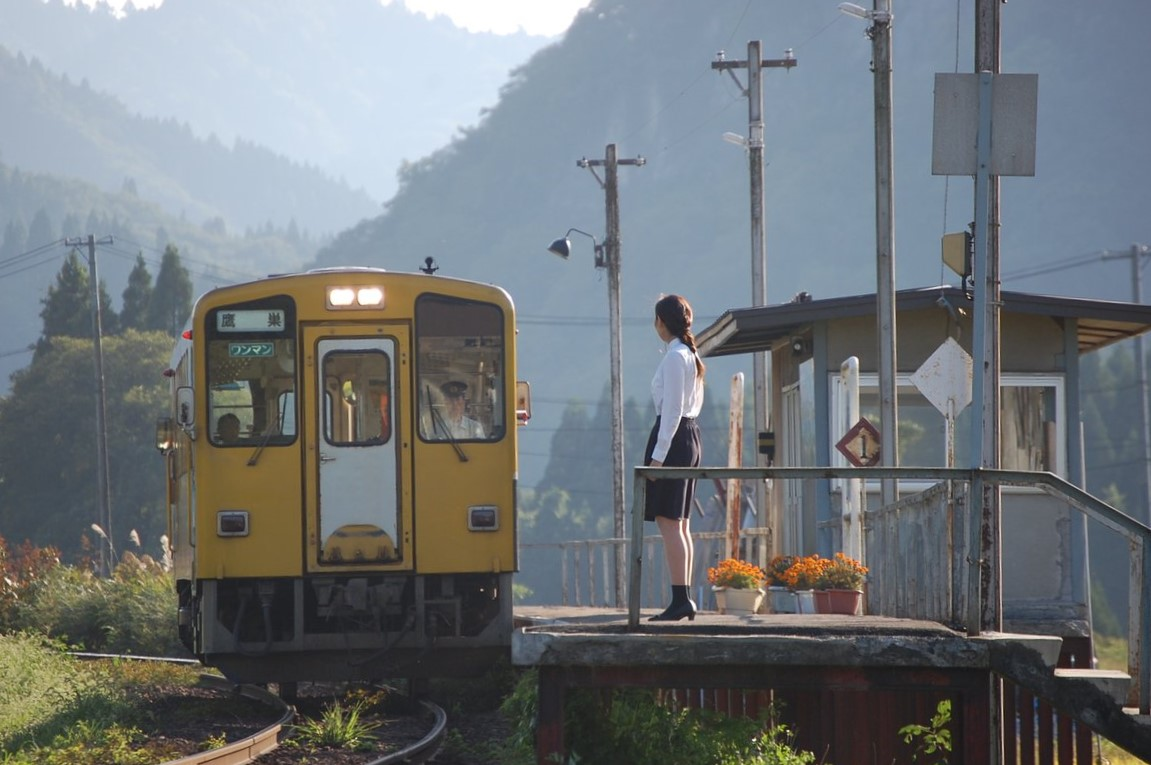
與「你的名字。」動畫極之相似的場景和構圖

在2016年8月上映的動畫《你的名字。》中出現一個結構的車站，當中該車站的環境與此站非常相似。截至2016年9月，很多粉絲前往此站觀身場景。根據這個情況，秋田內陸縱貫鐵道在2016年10月7日至11月6日之間，急行「森吉」的下行1班列車臨時停靠此站。在車站候車室內設置了遊客專用的記事簿。
另外，動畫製作商沒有發布有關事件，而秋田內陸縱貫鐵道的資訊中只提及「電影」，而沒有具體提及作品全名。
此站周邊沒有停車場。根據秋田內陸縱貫鐵道建議路線，使用私家車的人士需要在鄰站阿仁前田站停車，然後乘坐上行列車前往此站。

## 相鄰車站
秋田內陸縱貫鐵道
■秋田內陸線
□快速、■普通
阿仁前田温泉－前田南－小渕

## 注腳

### 公關資料與新聞稿等
1. ↑  「前田南駅入場券」発売のお知らせ！（日語） 的存檔，存档日期2016年11月7日，.（日語） - 秋田内陸縱貫鐵道（2016年10月26日）。可在網站購入入場票。
2. ↑  「急行もりよし3号　前田南駅臨時停車」のお知らせ！（日語） - 秋田内陸縱貫鐵道（2016年10月7日） 的存檔，存档日期2016年10月9日，.
3. ↑  「前田南駅」ご訪問のお客様へPDF（日語） - 秋田內陸縱貫鐵道

## 外部連結
- 路線圖（各站資訊） （页面存档备份，存于）（日語） - 秋田內陸縱貫鐵道